# IC 2251
IC 2251 је двојна звијезда у сазвјежђу Рак која се налази на листи објеката дубоког неба у Индекс каталогу.
Деклинација објекта је + 23° 56' 58" а ректасцензија 8h 16m 38,9s.